# Alain Ferté
Alain Ferté, född 8 oktober 1955 i Falaise, Calvados, är en fransk racerförare. Han är bror till racerföraren Michel Ferté

## Källor

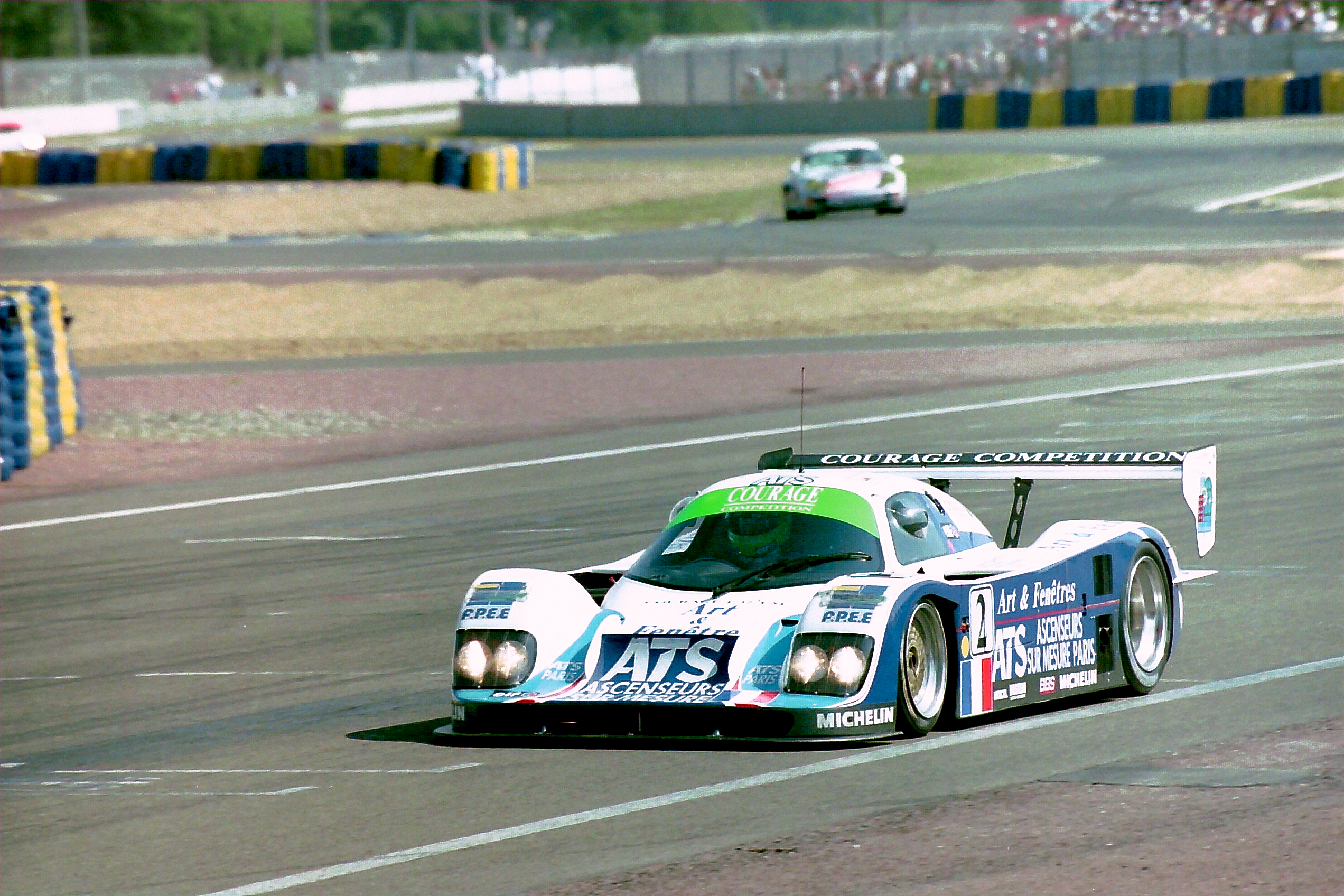
Alain Ferté i en Courage C32 vid Le Mans 24-timmars 1994.